# 吳志偉
吳志偉（1976年7月31日—）為臺灣籃球教練、前運動員，場上位置為中鋒。

## 生平
吳志偉成長於臺北市，國中就讀籃球名校大安國中，但當時身高僅一百七十多公分、只打手球，並未進入籃球校隊，國中畢業後搬家到高雄就讀中山工商，高二時身高近190公分被拉進籃球校隊磨練，代表學校參賽兩年高中籃球乙級聯賽。1994年從高中畢業後加入中華職籃幸福豹，1996年8月考上臺北市立體育學院，1996年11月因有課業在身無法配合球隊練球而被幸福豹終止合約，1996年12月與裕隆恐龍簽下五年合約，1997年4月裕隆恐龍向中華職籃註冊吳志偉，背號32號，2001年5月擔任大阪東亞運中華臺北代表團掌旗官，2009年5月當選超級籃球聯賽年度第六人，2009年11月與中華女籃國手陳怡儒結婚，褪下球衣後執教滬江女籃八年，2021年10月擔任T1聯盟臺南台鋼獵鷹總教練，2022年4月轉任球團總監。2023年12月，臺南台鋼獵鷹宣佈與吳志偉協議解除合作關係。

## 外部連結
- 吳志偉的Instagram帳戶
- 吳志偉在fiba.basketball（英语）
- 吳志偉在fiba.basketball（英语）
- 吳志偉在archive.fiba.com（存檔）（英语）
- 吳志偉在archive.fiba.com（存檔）（英语）
- 吳志偉在Eurobasket.com（球員）（英语）
- 吳志偉在Eurobasket.com（教練）（英语）